# Silpancho

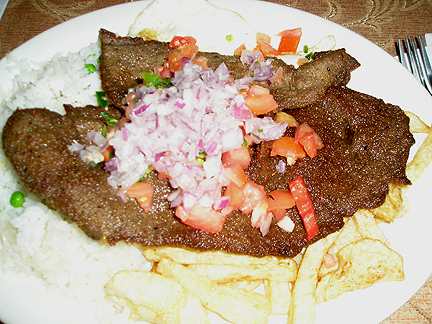
Prato de Silpancho

Silpancho ou sillpancho é um prato típico da culinária da Bolívia, mais precisamente do departamento de Cochabamba. Trata-se de um prato de origem relativamente recente, uma vez que a primeira vez que foi preparado, tal como é conhecido hoje, não foi há mais de 60 anos. É composto por arroz, batatas, uma fatia circular de carne de vaca picada com pão e frita, que cobre a maior parte do prato, e um ou dois ovos. Tem ainda como acompanhamentos salada de beterraba e cenoura, batatas fritas e, para concluir, uma salada de cebola e tomate, na parte superior. 
Aparentemente é um filé à Milanesa ou (em) panado (português-Pt) e a Cavalo, com vinagrete, arroz e batatas-fritas. Uma variação do Wiener Schnitzel, originalmente do Império Bizantino, levado para a Península Ibérica pelos Árabes [ invasão Árabe na Espanha ] e posteriormente para a Itália e reconhecidamente Suíço e Austríaco. 
Originalmente, o prato não levava nem arroz, nem ovo, tenho sido uma senhora chamada Celia la Fuente Peredo (1928-2008), cidadã condecorada com a medalha de mérito para a sociedade civil do departamento de Cochabamba, a primeira a usar todos os ingredientes actuais do silpancho.
Em Cochabamba, é comum encontrar locais dedicados exclusivamente à prepração deste prato. À noite, são facilmente reconhecíveis pelos anúncios com luzes incandescentes que os caracterizam.